# Bolnavi amândoi
„Bolnavi amândoi” este un cântec al cântăreței de origine moldovenească Irina Rimes. Melodia a fost creată de Irina alături de Alex Cotoi și Sava Constantin. Piesa a fost lansată împreună cu un videoclip pe 23 octombrie și este inclusă pe primul album de studio al interpretei, Despre el (2017).

## Clasamente
| Țară (clasament)    | Poziția maximă | Referință |
| ------------------- | -------------- | --------- |
| Airplay Top 100     | 5              | [ 1 ]     |
| MediaForest (radio) | 1              | [ 2 ]     |
| MediaForest (TV)    | 1              | [ 2 ]     |
| MediaForest (anual) | 13             | [ 3 ]     |